# 장상기
장상기(1963년 5월 4일 ~ )는 대한민국의 서울특별시의회 의원이다.

## 학력
- 목포상업고등학교 졸업
- 호원대학교 무역경영학부 졸업
- 그리스도대학교 사회복지대학원 사회복지학 석사

## 경력
- 신기남 국회의원 정무특보
- 국회 최재천 의원실 비서관
- 2006.07 ~ 2010.06: 제5대 서울특별시 강서구의회 의원
- 2010.07 ~ 2014.06: 제6대 서울특별시 강서구의회 의원
- 2014.07 ~ 2018.04: 제7대 서울특별시 강서구의회 의원
- 2018년 7월 1일 ~ 2022년 4월 15일: 제10대 서울특별시의회 의원

## 역대 선거 결과
|  | 17.74% |

|  | 19.46% |

|  | 34.70% |

|  | 64.91% |